# Władysław Benda
Władysław Teodor Benda (ur. 15 stycznia 1873 w Poznaniu, zm. 30 listopada 1948 w Newark, New Jersey) – polski malarz, ilustrator i projektant.

## Życiorys
Był synem muzyka Jan Szymona Bendy, spokrewniony z polską aktorką Heleną Modrzejewską. Rysunku uczył się w Akademii Sztuk Pięknych w Krakowie oraz w Wiedniu. W 1899 roku wyemigrował do Stanów Zjednoczonych. W roku 1911 został obywatelem amerykańskim. Wykonał dziesiątki ilustracji dla tak znanych magazynów jak Life, Vanity Fair, Hearst’s International, Cosmopolitan, Liberty, Redbook, Colliers, McCall’s, Ladies Home Journal, Good Housekeeping, Theatre Magazine, The Shrine Magazine, The Saturday Evening Post oraz Vogue.

## Twórczość patriotyczna

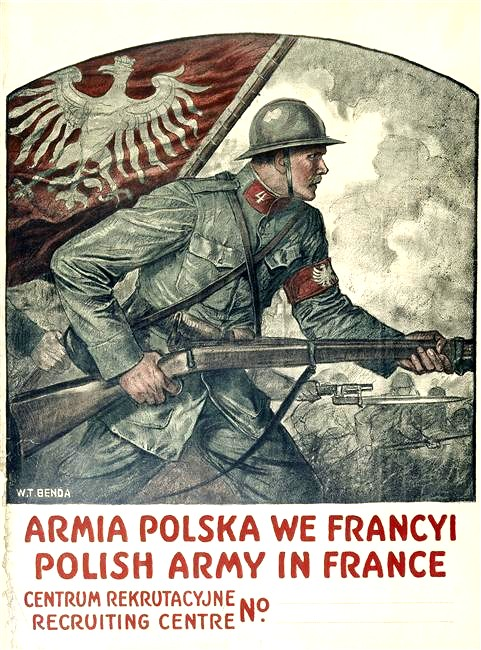
Plakat rekrutacyjny Armii Polskiej we Francji autorstwa Władysława Bendy

Benda był dumny ze swoich polskich korzeni i ściśle współpracował z polonijnymi organizacjami w USA, m.in. z Fundacją Kościuszkowską. Podczas I wojny światowej był członkiem American Polish Relief Committee Marceliny Sembrich-Kochańskiej i Ignacego Jana Paderewskiego. Zaprojektował wtedy wiele plakatów propagandowych dla Stanów Zjednoczonych oraz Polski. Za patriotyczną działalność został uhonorowany przez polski rząd Orderem Odrodzenia Polski.
W swoich ilustracjach posługiwał się kombinacją ołówka, tuszu, węgla oraz pasteli. Oprócz malarstwa zajmował się także tworzeniem masek z papier mâché, wykorzystywanych w spektaklach teatralnych.